# Carex auroniensis
Carex auroniensis là một loài thực vật có hoa trong họ Cói. Loài này được L.C.Lamb. mô tả khoa học đầu tiên năm 1908.